# Fernando Gaviria
Fernando Gaviria (n. 19 august 1994, La Ceja, Antioquia, Columbia) este un ciclist columbian care concurează în prezent pentru Movistar Team, echipă licențiată UCI WorldTeam.

## Rezultate în Marile Tururi

### Turul Franței
2 participări
- 2018: nu a terminat competiția, câștigător al etapelor 1 și a 4-a
- 2024:

### Turul Italiei
7 participări
- 2017: locul 129, câștigător al etapelor a 3-a, a 5-a, a 12-a și a 13-a
- 2019: nu a terminat competiția, câștigător al etapei 1
- 2020: nu a terminat competiția
- 2021: locul 109
- 2022: locul 128
- 2023: locul 118
- 2024: locul 137

### Turul Spaniei
1 participare
- 2019: locul 147